# Premio Nacional de Danza de Venezuela
El Premio Nacional de Danza de Venezuela es un galardón anual entregado a diversos artistas e intérpretes de ese país, por la ejecución de piezas en las que se utiliza al cuerpo como forma de expresión artística. Es uno de los Premios Nacionales de Cultura.
Se entrega continuamente desde 1992. La concesión del premio se hizo anualmente desde su primera edición hasta 2001, cuando tomó una frecuencia bienal. 

## Lista de galardonados
| Año       | Artista                |
| --------- | ---------------------- |
| 1992      | Vicente Nebreda        |
| 1993      | Grishka Holguín        |
| 1994      | José Ledezma           |
| 1995      | Yolanda Moreno         |
| 1996      | Nina Novak             |
| 1997      | Lidija Franklin        |
| 1998      | Sonia Sanoja           |
| 1999      | Zhandra Rodríguez      |
| 2000      | Marisol Ferrari        |
| 2001      | Desierto               |
| 2002-2003 | Nina Nikanorova        |
| 2004-2005 | Irma Contreras         |
| 2006-2007 | Maruja Leiva           |
| 2008-2010 | Gustavo Silva          |
| 2012      | Carlos Paolillo        |
| 2015      | Juan Monzón            |
| 2016-2018 | Jesús Olivero Ruiz     |
| 2019-2020 | Rodolfo Antonio Valera |
| 2021-2022 | Jorge Luis Esteves     |